# Писахов, Степан Григорьевич
Степа́н Григо́рьевич Писа́хов (13 (25) октября 1879, Архангельск — 3 мая 1960, там же) — русский писатель, этнограф, сказочник и художник, преподаватель живописи. Известен главным образом историями из жизни поморов.

## Биография

### Детские и юношеские годы
Отец писателя, еврей Год Пейсах, мещанин Шкловского общества Могилёвской губернии, крестился в православие и стал Григорием Михайловичем Писаховым. Отчество Михайлович он получил от крёстного отца — архангельского мещанина Михаила Прохорова. В Архангельске Григорий Писахов женился, записался в купеческую гильдию. Ирина Ивановна, мать Степана, была дочерью писаря конторы над Архангельским портом Ивана Романовича Милюкова и его жены Хионии Васильевны. Бабушка и дед Писахова по материнской линии родом из пинежской деревни Труфановой Горы. По воспоминаниям Писахова: «Род староверский. К бабушке собирались старухи из-за реки, из скитов Короды да из Амбурского. Приезжали начётники-старики. „Строга и правильна в вере“, — говорили про неё старухи, про бабушку-то». Брат бабушки, дед Леонтий, был профессиональным сказочником-рассказчиком. По словам самого Писахова: «Записывать сказки деда Леонтия никому в голову не приходило. Говорили о нём: большой выдумщик был, рассказывал всё к слову, всё к месту. На промысел деда Леонтия брали сказочником». Однако Степан его уже не застал.
В фонде Архангельской духовной консистории в метрической книге Рождественской церкви Архангельска на 1879 год написано: «13 окт. 1879 г. у мещанина Григория Михайловича Писахова и законной его жены Ирины Ивановны родился сын Степан». Крестили Степана Писахова в Рождественской церкви, что стояла неподалёку от перекрёстка Троицкого проспекта и улицы Поморской. Согласно материалам Первой Всероссийской переписи населения 1897 года, в семье 49-летнего купца были жена Ирина Ивановна, 45 лет, сын Степан 17 лет и дочери Таисья, Серафима и Евпраксинья, соответственно 18, 13 и 11 лет (старший сын, Павел, в переписи не указывался: к тому времени он сбежал в Америку). Своё основное занятие купец определил как «Золотых и серебряных дел мастерство», а побочное — «торговля разными хозяйственными принадлежностями». Таким образом, у Григория Михайловича была ювелирная мастерская и небольшой магазин. В семье работали три человека прислуги: экономка, кучер и кухарка. Кроме того, у Григория Михайловича были подмастерье и ученик. К концу жизни купец второй гильдии Григорий Пейсахов имел значительный капитал и кроме дома на Поморской владел ещё одним двухэтажным домом — № 26 на Троицком проспекте.
Петрозаводский литературовед Юрий Дюжев писал, что Писахов формировался под влиянием двух стихий: материнской старообрядческой веры и отцовской жаждой практического устроения на земле. Знакомство с песнями, псалмами и гимнами религиозно-сектантской поэзии давало уму особое движение и направление и заставляло его воображение носиться в иных сферах. «Соединение Бога с человеком, земного с небесным, переход человека из обыкновенного состояния в божественное, отождествление человека с Богом, — какое широкое поле для фантазии!» — писал историк раскола Иван Добротворский. Впоследствии героем своих сказок Писахов делает героя который может передвигать реки, ловить ветра и складывать их за пазуху.
Родители Писахова не считали необходимым дать детям хорошее образование, считая, что важнее подготовить их к практической деятельности. Степан учился не в гимназии, где давались основы фундаментального классического образования, а в городском училище, о чём позже сожалел. Не поощрялось в семье и чтение. Отец пытался приучить Степана к ювелирным и гравёрным делам. Когда Степан вслед за старшим братом Павлом потянулся к живописи, это не понравилось отцу, который говорил сыну: «Будь сапожником, доктором, учителем, будь человеком нужным, а без художника люди проживут». Но творческая и мечтательная натура будущего художника и сказочника проявилась рано. Круг чтения в детстве и юности постепенно расширялся от народной лубочной литературы до классической. Огромное впечатление на мальчика произвел роман Сервантеса «Хитроумный идальго Дон Кихот Ламанчский». Фигура «бедного рыцаря», пустившегося в рискованное путешествие вопреки насмешкам родных и близких, ещё более укрепила желание юного Степана убежать из-под опеки отца. Мысль о желанных странствиях по свету подпитывалась чтением популярных в староверческой среде матери и бабушки легенд, поучений, псалмов, в которых проводилась идея о необходимости полного отрешения сторонников истинной церкви от обитаемого мира, о необходимости бегства в пустыню.

### Учёба
Писахов отмечает в автобиографии, что впервые выехал из Архангельска в 1896 году. В одном из писем он упоминает: «Около 20 лет уезжаю в Соловки, лишь куда-либо!» После окончания училища он провёл на Соловках год. Известно, что в 1899 году он предпринял неудавшуюся попытку поступить в художественную школу в Казани. Но от мечты получить художественное образование Писахов не отказался и решил попытать счастья в Петербурге. Судя по всему, убедить отца в правильности своего выбора ему так и не удалось. Как вспоминал впоследствии Писахов «Чтобы попасть в Петербург нужны были деньги на дорогу. Я поступил рабочим на лесопильный завод Я. Макарова, убирал хлам на бирже. К концу лета в руках были деньги на дорогу». В 1902 году в Петербурге поступает вольнослушателем в Центральное училище технического рисования барона Штиглица. Это училище ориентировалось на известные художественно-промышленные учебные заведения Англии, Германии, Австрии и готовило художников декоративно-прикладного искусства, а также учителей рисования и черчения. Студенты получали здесь, наряду с навыками художественного ремесла, и разностороннее образование. Наиболее способные ученики могли получить дополнительную подготовку по станковой живописи и ваянию. Несколько лет Писахов занимался живописью под руководством академика Александра Новоскольцева. Брал он уроки живописи и вне училища. Когда именно Степан Григорьевич изменил отцовскую фамилию на «Писахов», его биографы не сообщают. Но в документах петербургского училища барона Штиглица 1904—1905 годов, ещё сохраняется написание «Пейсахов».
Отец, смирившись с желанием сына выучиться на художника, деньги из Архангельска посылал, но немного, всего десять рублей в месяц. На такие деньги он мог позволить себе снимать в доходном доме на Литейном проспекте даже не каморку, а только угол. О своих студенческих годах Писахов собирался написать воспоминания, придумав им выразительное название «Голодная академия». Полностью этот свой замысел он так и не осуществил. Но отдельные фрагменты этой рукописи опубликованы в 2015 году в книге И. Б. Пономарёвой «Главы из жизни Степана Писахова». Несмотря на все трудности Писахов не унывал: много читал (особенно полюбил Достоевского), ходил в музеи, на выставки, в театры. «Я вырос на галёрке Александринского и Мариинского», — писал он спустя десятилетия И. С. Соколову-Микитову. Эрмитаж он полюбил так, что даже сочинил сказочную историю о том, что встречал Новый год в его залах вместе с Рафаэлем, Микеланджело, Леонардо да Винчи, Рембрандтом и Ван Дейком.
Революционные события 1905 года не миновали и Писахова. Искусствовед Е. И. Ружникова, изучившая архивные документы училища Штиглица, утверждает: дирекцией училища предпринимались попытки вернуть студентов, пропускавших занятия в разгар революционных волнений, в училище, чтобы «закончить курс текущего года в полном порядке». В статье A. А. Горелова «Череда чудес», посвященной Писахову, говорится (видимо, со слов самого Писахова), что он был в числе ста сорока семи студентов училища, подписавших петицию на имя «товарища министра финансов», содержащую протест против существующей системы обучения и требования внести в неё изменения. Вместе с несколькими десятками соучеников он ушёл из училища, автоматически лишившись права заниматься в других отечественных художественных учебных заведениях. В автобиографиях советского времени Писахов неизменно повторял, что был «за протест против самодержавия лишен права продолжения художественного образования в России», это обстоятельство избавляло его от необходимости объясняться, почему он подолгу жил и учился живописи в Париже и в Риме и вообще помогло ему выдержать притеснения и недоброжелательство местных чиновников в советскую пору. Отсутствие документа о получении профессионального образования осложняло и без того нелёгкую жизнь Писахова в послереволюционные годы. Только в 1936 году он был официально аттестован как учитель средней школы.

### Путешествия. Поиски
1905 год становится этапным в жизни Писахова. Он резко меняет образ жизни, становясь путешествующим художником. И во всех автобиографиях Писахов упоминает о том, что летом 1905 года он направился на Новую Землю. Однако в статье А. А. Горелова указан другой маршрут, с которого начались путешествия Писахова: «Сначала он направился к легендарному старику — новгородскому художнику Передольскому, оберегателю древнерусского искусства». Свою статью он писал на основании сведений, которые ему сообщил сам Степан Григорьевич. Писахов в одном из писем другу одобрительно отзывается о дотошном ленинградском исследователе, приславшем ему подробный вопросник, на который он откликнулся двумя письмами — в 10 и 18 страниц. «От общения с Передольским, — пишет А. А. Горелов, — в жизни будущего сказочника протянется путь к глубинным селениям Печоры, Мезени, Пинеги, Онеги, куда он отправится в поисках сокровищ национальной культуры и где ему удастся осязаемо ощутить XIV, XVII, XVIII века русской истории. В 1910 году с натуры будет написан этюд, а затем и картина „Место сожжения протопопа Аввакума в Пустозерске“. Сотни акварелей Писахова запечатлеют в предреволюционные годы известные и затерявшиеся по всему поморскому, лесному северу памятники древненовгородской, архангельской архитектуры. Местные жители настежь распахнут свои сердца перед человеком, который благоговел перед народной рукотворной красотой». Вернувшись из Новгорода, Писахов отправляется в Арктику. С этой первой поездки, которую он описал в начале очерка «На Новой Земле. Из записок художника», Арктический Север навсегда становится для Степана Писахова воплощением чистоты, настраивающим человеческие помыслы на высокую волну: «Там теряется мысль о благах обычных, так загораживающих наше мышление». Впоследствии он возвращался в Арктику — на Новую Землю, в Карское море, к Земле Франца-Иосифа, то ежегодно, то через год; только на Новой Земле побывал в общей сложности не меньше шестнадцати раз..
После возвращения из арктического путешествия, заработав денег на очередную поездку, Писахов отправляется на Ближний Восток. «Летом был на Новой Земле. На зиму решил ехать за границу. Западная Европа не влекла. Хотел посмотреть восток — яркий, красочный. Турция, Палестина, Египет», — сообщал он в автобиографии. Из Одессы в Египет Писахов отправился на пароходе. «Денег 4 копейки, провизии 2 куска сахару» — с такими «запасами» он пустился в странствие. В путевых очерках «Отъезды и приезды» Писахов описывает своё пребывание в Порт-Саиде, Александрии, Бриндизи, Афинах очень выразительно и ярко, однако весьма лаконично. Эти краткие заметки позволяют понять и то, как сильно прочувствовал Писахов соприкосновение с древностью — египетскими пирамидами, камнями Акрополя, и то, каким он был человеком: внутренне свободным, естественным, открытым миру и людям. Писахов был аскетически неприхотлив и верил в людей. В трудную минуту — выручали. На пароходе от ледяного ветра его укрыл буркой старый болгарин, в Александрии ограбили — русский эмигрант накормил, дал в долг. В одном из писем скажет, что от Земли Франца-Иосифа до Каира «много, очень много хороших людей видел. Это моё богатство». И в Арктике, и в Средиземноморье Писахов всё время рисовал. Турецкие власти предоставили ему право рисовать во всех городах Турции и Сирии. Побывал он и в Египте, заезжал в Грецию. Сохранились живописные работы Писахова, написанные во время путешествия по Ближнему Востоку в 1905 году («Стамбул», «Южный пейзаж», «Южный этюд с деревом», «Сфинкс» и др.). Но Арктика и Беломорье стали на всю жизнь «главными героями» его картин: «Пока не был на юге, я вместе со всеми твердил „о сером севере“, о „солнечном юге“ и другую такую же чепуху. В 1905 году попал на юг. Проехал до Египта. По пути останавливался в Константинополе, Бейруте. <…> Красиво на юге, но я его не чувствовал, смотрел, как на декорации. Как на что-то ненастоящее. <…> Из Каира я торопился домой — к солнцу, к светлым летним ночам. Увидел берёзки, родные сосны. Я понял, что для меня тоненькая березка, сосна, искривленная бурями, ближе, дороже и во много раз красивее всех садов юга».

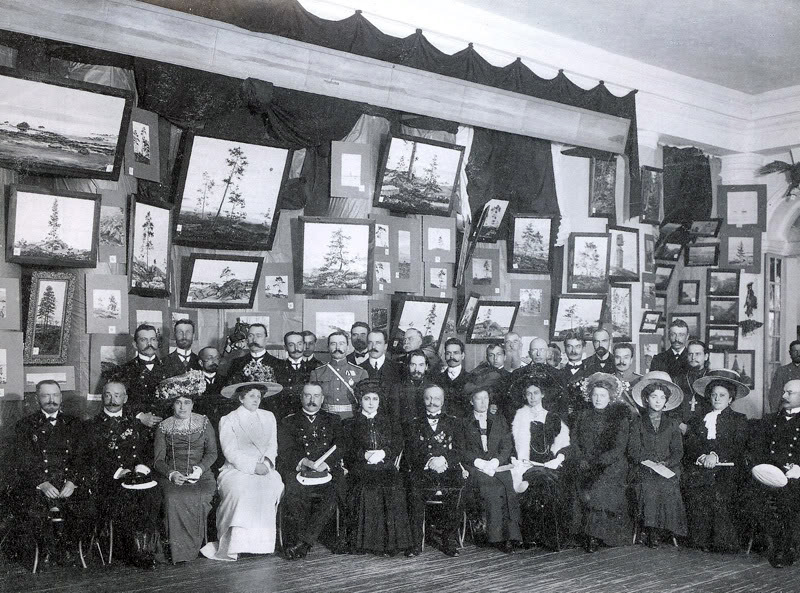
Степан Писахов на выставке своих работ в 1910 году

Зиму 1905—1906 года он провёл в Риме, следующую зиму — в Париже, стремясь стать профессиональным художником. В официальном документе — личном листке по учёту кадров, заполненном в 1939 году, он указывает предельно лаконично: «Свободная академия. Рим, Париж (сезоны 1906—1907 гг.)». В Риме, в Академии святого Луки, выставил свои работы, они потрясли зрителей серебряным сиянием («север даёт»). А в письме А. С. Яковлеву (1925 год) упоминает: «Рим дал знакомство с Микеланджело. Величайший художник. Чудятся в нем громадные, обнявшие столетия мысли, как на Новой Земле. Больше Микеланджело не знаю…». Что же касается Парижа, проповедовавшееся в нём пренебрежение к реалистичному изображению жизни противоречило его мировоззрению. Из писем и воспоминаний можно восстановить маршруты и ряда других арктических путешествий Писахова: в 1907 году — был на Новой Земле, в 1912 и 1913 годах ему довелось «быть при постройке первых радиостанций в Ледовитом океане и в Карском море». Отдельно упоминает Писахов об участии в 1914 году в поисках экспедиции Г. Я. Седова
11 августа 1910 года в Архангельске в Биржевом зале таможни открылась выставка «Русский Север», инициатором проведения которой было созданное в Архангельске в 1908 году Общество изучения Русского Севера. На выставке экспонировались более 600 картин и акварелей, свыше 1500 фотографий, карты, исторические и этнографические предметы, чучела животных, сельскохозяйственная продукция самой северной в России Печорской опытной станции, основанной в Усть-Цильме А. В. Журавским, с которым Степан Писахов подружился и деятельность которого ценил очень высоко. Писахов принял активное участие в организации художественного отдела выставки, на которой было представлено свыше двухсот его картин. К этому времени Писахов был уже известным художником. 60 работ Писахова были представлены на Царскосельской юбилейной выставке 1911 года, посвящённой 200-летию Царского Села. В 1911 году за участие в Выставке морских изданий и видов в музее новейших изобретений на Мойке, 12 в Санкт-Петербурге он получил Большую серебряную медаль. Его картины экспонируются на «Выставке трёх» (Якова Бельзена, Степана Писахова, Иеронима Ясинского) в Санкт-Петербурге в 1914 году.

### Писахов в годы Первой мировой и Гражданской войн и интервенции
Первая мировая война прервала художественную деятельность Писахова. Он пишет в конце июля 1914 года А. В. Журавскому: «Признаюсь, война меня сильно захватывает, и, может быть, после экспедиции сунусь куда-либо… При войне и ужасах последствий становится стыдно за экспедицию, за себя». В 1915 году он был призван в армию, служил ратником ополчения в Финляндии, а в 1916 году был переведён в Кронштадт. В 1916 году газета «Северное утро», издававшаяся в Архангельске Максимом Леоновым, публикует очерки Писахова «Самоедская сказка» и «Сон в Новгороде». Поддержка М. Л. Леонова, сосланного в Архангельск в 1910 году поэта-суриковца, воодушевила Писахова, подвигла его продолжать пробовать свои силы в литературном творчестве. В Кронштадте его застала Февральская революция. С первых дней работал в Кронштадтском Совете рабочих и солдатских депутатов, оформлял первомайскую демонстрацию 1917 года.
После демобилизации Писахов в 1918 году вернулся в Архангельск. 3 мая в «Северном утре» был опубликован очерк сына издателя газеты, девятнадцатилетнего Леонида Леонова, «Поэт Севера» с подзаголовком «У художника С. Г. Писахова». 21 июля того же года в Архангльске открылась персональная выставка картин Писахова.
2 августа 1918 года в Архангельске высадились войска интервентов. Вскоре начались военные действия на основных направлениях Северного фронта. «Верховное управление Северной области», возглавляемое H. В. Чайковским и созданное для борьбы «под знаменами демократии» вместе с союзниками по Антанте против большевиков и немцев, ввело всеобщую воинскую повинность и объявило призыв всех офицеров в возрасте до 35 лет и военнообязанных пяти возрастов. Судя по опубликованным дореволюционным письмам и очеркам, при всей своей нелюбви к царским чиновникам и критическому отношению ко многим сторонам дореволюционной жизни России, большевистскую идеологию он не разделял.
Писахов стал автором эскиза знамени Дайеровской роты, сформированной из пленных красноармейцев и выпущенных на свободу заключённых. В июне 1919 года газета «Северное утро» сообщала: «Английское командование в знак того, что герои дайеровцы своей неустрашимой храбростью в борьбе с большевиками вернули себе доброе имя, выразило желание дать полку имени Дайера знамя, которое и было исполнено по проекту нашего талантливого художника С. Г. Писахова. Знамя, очень красиво исполненное, изображает на фоне трёхцветного русского национального флага меч, обвитый лаврами, — символ: мечом „возвращается доброе имя“. На трёхцветных национальных лентах надпись: „полк имени Дайера“ и „г. Архангельск. 1919 г.“ На древке очень красиво копье с орлом, хищно раскинувшим крылья, в лапах орла меч и бомба. На голове орла изображен крест, как символ победы — „сим победиши“».
Позднее, в 1919 году, в сборнике стихов и рассказов «На Севере дальнем» Писахов печатает главы из задуманного им романа (публикация названа «Мои Я»), отрывок из которого «Моя антипатия» в том же году был опубликован в архангельской газете «Возрождение Севера». В ноябре — декабре 1919 года в «Северном утре» были опубликованы три очерка Степана Писахова — «Первый день боя», «На фронте» и «В. Н. Давыдов на фронте». В них рассказывалось о поездке Писахова к линии фронта в район Плесецка на бронепоезде «Деникин», о спокойной уверенности офицеров и солдат, противостоявших «красным», о выступлении артистов на передовой. Есть и такая фраза: «С разрешения капитана С-го я пустил снаряд к большевикам, встав на место стреляющего».
В ночь на 19 февраля 1920 года в Архангельск вступили части Красной Армии. Леонид Леонов сразу же покинул Архангельск, перебрался на юг России; Бориса Шергина пригласили в Москву в Институт детского чтения; Писахов же не покинул родной дом и любимый Север.
Через много лет, когда он был уже известным сказочником и художником, нашлись люди, которые стали писать пасквили во все инстанции и способствовали тому, чтобы «белогвардейское» прошлое прочно укрепилось за Писаховым. Ему оставалось только одно — найти форму поведения, позволившую бы выжить и сохранить творческое лицо в новых условиях.

### 1920—1940-е годы
Начиная с весны 1920 года, сразу после изгнания белых, в Архангельске приступили к муниципализации домов, владельцами которых были лица, сотрудничавшие с прежним режимом или просто считавшиеся богатыми. Домовладельцам разрешалось оставить в личном пользовании лишь один дом из числа ранее имевшихся. Во владении Писаховых после смерти главы семейства, купца Григория Михайловича, находилось два дома: первый — на Троицком проспекте, второй — на Поморской улице. Первый дом сразу же перешёл в собственность города, а владельцами второго оставались Степан Григорьевич и Серафима Григорьевна. В 1921 году к ним без согласия хозяев подселили квартирантов, к тому же Писаховых не устраивал установленный горсоветом крайне низкий размер платы за наём.
В 1920-м, после окончательного установления в Архангельске советской власти, Писахов продолжает активно работать. За сезон 1920—1921 он подготовил пять своих выставок, на двух из нтиз были предсталвены портреты героев труда. Губисполком поручает ему приведение в порядок музеев Архангельска. По заданию московского Музея Революции делает зарисовки мест боёв с интервентами на Севере, а для Русского музея — зарисовки памятников архитектуры на Мезени и Пинеге. Осенью 1920 года участвует в комплексной экспедиции в Большеземельскую тундру. В 1923 году Писахов ведёт сбор материалов для этнографической экспозиции Севера на первой Всесоюзной сельскохозяйственной и кустарно-промысловой выставке в Москве.
В 1924 году в сборнике «На Северной Двине» была опубликована первая сказка Писахова «Не любо — не слушай…». В 1927 году северные сказки в записи и с комментариями Писахова были опубликованы в альманахе «Советская страна». Сказки Писахова также публиковались в губернской газете «Волна» и краевой газете «Правда Севера».
В 1927 году его картина «Памятник жертвам интервенции на о. Иоканьга» занимала центральное место на всесоюзной выставке «10 лет Октября», за неё он был премирован персональной выставкой, состоявшейся через год в Москве. Две его картины были приобретены ВЦИКом и помещены в кабинете Михаила Калинина.
Но повседневная жизнь Писахова по-прежнему оставалась неустроенной. Денег не хватало. С 1928 года Писахов взялся за преподавание живописи, которое на многие годы стало для него основным источником дохода.
Однако Писахову долгое время не удавалось ни пробиться на страницы столичных журналов, ни опубликовать их отдельной книгой. Лишь в 1935 году он дебютировал в московском журнале «Тридцать дней»: в пятом номере этого ежемесячного художественно-литературного и научно-популярного журнала, были напечатаны сказки Писахова «Уйма в город на свадьбу пошла», «Из-за блохи», «Волчья шуба», «За дровами на охоту», «На корабле через Карпаты». «Когда сказки стали появляться в „Тридцать дней“, меня как подхлетнуло». За короткое время (1935—1938 годы) этот популярный журнал Союза писателей опубликовал более тридцати сказок Писахова. Публикации в «Тридцати днях» ускорили издание первой книги Писахова, которая вышла в Архангельске в 1938 году.
В 1939 году, когда Степану Григорьевичу уже было 60 лет, его приняли в Союз советских писателей. Принятие в союз писателей происходило необычно. Вместо того чтобы обсуждать достоинства и недостатки этих писаховских сказок, на заседании приёмной комиссии, как вспоминал Лазарь Лагин, Александр Фадеев вслух читал писаховские сказки, «его чтение время от времени прерывалось дружным смехом остальных участников этого необычайного заседания». При этом Анна Караваева всё время порывалась отобрать книгу у Фадеева, так что они «читали вперемежку, с видимой неохотой уступая друг другу очередь». У дверей помещения, где происходило заседание, собралась толпа любопытных.
В 1940 году издана вторая книга сказок. В обе книги вошло в общей сложности 86 сказок. В 1940 году «Литературная газета» опубликовала материалы обсуждения сказок Писахова на конференции писателей. Писахов мечтал о выходе книги в Москве. В 1939—1940 годах в «Государственном издательстве художественной литературы» подготовили книгу его сказок, но издать не успели — началась война, и книга так и осталась в рукописи.
Годы Великой Отечественной войны Писахов провёл в Архангельске, разделяя со своими земляками все невзгоды тыловой жизни. «В военную пору писателю жилось трудно: и голодно, и холодно, — пишет Б. С. Пономарёв. — Но он не падал духом. Часто вместе с другими литераторами был желанным гостем в госпиталях». Из письма Александру Вьюркову — московскому писателю, постоянному корреспонденту С. Г. Писахова в 1940-е годы: «Время не ждёт, стукнуло 65. Была собрана юбилейная комиссия. Надо было подписать отношение в Москву для утверждения о разрешении юбилея. … Кому надо было подписать… — отменил. Просто запретил! И всё. Даже учительской пенсии нет, даже возрастной нет. Живу перевёртываюсь… Порой хочется жить. Хочется дождаться конца погани — фашистов. На мне одежда расползается. Пальто донашиваю отцовское!… А я ещё тяну, все ещё как-то нахожу возможность оплатить обед, штопать одежду, утешаюсь мыслями: вычеркнуть юбилей смогли — вычеркнуть меня из существования могут. Вычеркнуть мои работы — картины, сказки… Врут-с! Не вычеркнуть!»
После войны Писахов приносит в Архангельское издательство новую рукопись сказок. В письме Якову Шведову он горько шутит о «подарке», который сделало ему издательство на 70-летний юбилей: «Издали девять сказок. Два года перечитывали, представил около ста сказок. Боялись, „как бы чего не вышло“. Вышло! Вышли девять сказок. Эти девять сказок, пожалуй, последнее издание при мне». Эту книжечку, опубликованную в 1949 году, Писахов отослал Илье Эренбургу с просьбой «помочь подтолкнуть в издании мои сказки».

### Последние годы жизни
За несколько дней до 70-летнего юбилея Писахов получил предложение от музея Арктического института продать записи, черновики, зарисовки, а также все картины, которые он хранил у себя дома. «Очень похоже это предложение на похоронную. Взялся за перо, переписал часть начатого, взял кисти — слушаются… Ещё „надежды питают“. Авось, и повернётся хорошее ко мне».
Лишь в 1957 году издательство «Советский писатель» выпускает первую «московскую» книгу Писахова, выразительно оформленную художником Иваном Кузнецовым. С тех пор сказки Писахова, неоднократно издававшиеся, прочно утвердились в читательских сердцах и вошли в золотой фонд литературной сказки. К писателю приходит всесоюзная известность.
В последние годы жизни Писахов не любил говорить о возрасте: «Я привык быть под „стеклянным колпаком“. Это удобно: в гололедицу поддерживают, в трамвай подсаживают. На вопрос, который год, — говорю: в субботу будет 500!» (Из письма прозаику Александру Зуеву от 2 сентября 1959 года). Как отмечал Александр Михайлов, «в последние годы он почти не писал сказок, но поведать их своим друзьям и знакомым любил и делал это с великим удовольствием. Как жаль, что никто из нас не догадался записать эти сказки!..».
80-летие со дня рождения писателя широко отмечали в Архангельске. Центральные и местные издания опубликовали статьи о «северном волшебнике слова». Полушутя-полусерьёзно он не раз говорил, что собирается не только отметить вековой юбилей, но и дожить до 2000 года. Об этом он написал последнюю свою сказку, которую «рассказывал» своим адресатам в письмах 1959 года. 3 мая 1960 года его не стало. Похоронен на Ильинском кладбище Архангельска.

## Живопись

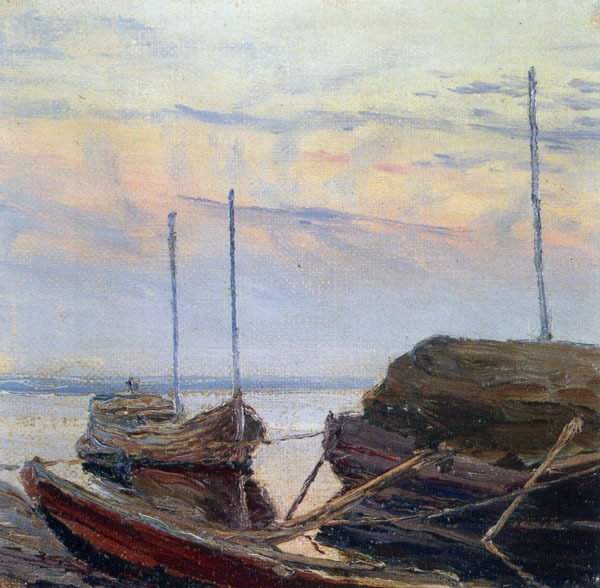
«На Двине. Ночь», 1910-е годы.

Большая часть жизни Степана Писахова была отдана живописи. Рисовать Писахов начал ещё в раннем детстве. Писахов обучался в Училище технического рисования барона Штиглица, посещал частной студии Якова Гольдблата, занимался у итальянских мастеров, совершенствовал своё мастерство в Свободной академии в Париже. Таким образом, он был знаком с художественной жизнью Петербурга и европейских культурных центров. Но главной темой работ Степана Писахова оставался Русский Север.
В творчестве Писахова Русский Север характернее всего отражён в беломорских пейзажах, большинство из которых было написано на Кий-острове близ Онеги, куда художник выезжал в 1910-е годы почти ежегодно на несколько месяцев. Бывал он там и позднее, в конце 1940-х годов, будучи уже в преклонном возрасте.
В его картинах беломорского цикла — ощущение бесконечности мироздания. Природа раскрывается перед человеком, сливается с его существом. Картины просты по сюжету: камни, берег моря, сосны, среди которых выделяется одна — высокая и сильная. Особый свет: серебристый зимой и золотисто-жемчужный летом. Удивляет умение показать бесчисленное множество оттенков белого. Возможно именно потому, что Писахов в разное время года, суток, в разные годы жизни так часто повторял один и тот же мотив, он и сумел создать запоминающийся образ северного пейзажа, который часто называли «писаховские сосенки».
Зимние пейзажи Писахова создают особенно лиричный образ серебристой русской зимы, как на картине «Туман надвигается» (1911). Художник лепит форму пастозным мазком, живописно передавая характер гнущихся под тяжестью снега ветвей. Работа сдержанна по цвету, красочная гармония картины основана на сочетании холодных, сероватых оттенков снега с жемчужным небом.
Иногда художник пытается отобразить и то новое, что вошло в жизнь советской Арктики: радиостанции на Новой Земле, памятник Ленину на мысе Желания. Но в художественном отношении новоземельские пейзажи Писахова 1930-х годов слабее его ранних работ.
С 1928 года основным заработком Писахова были уроки рисования. Почти четверть века проработал он в школах Архангельска. Работал в третьей, шестой и пятнадцатой школах. В автобиографии, датированной 23 октября 1939 года, он писал: «Мои ученики без добавочной художественной подготовки поступали в художественные вузы, что считаю тоже своей наградой». Из воспоминаний его бывшего ученика, художника-графика Юрия Данилова: «Прежде всего, человек необыкновенный, с необыкновенным багажом знаний, с необыкновенной щедростью отдачи всего, что знал и умел, с необыкновенной добротой».
Писахов сам никогда не иллюстрировал свои сказки. А чужим иллюстрациям от души радовался. Считал, что каждый имел право на своё прочтение его сказок. Этим он и дорожил. Десятки художников их оформляли, почти у каждого есть находки.

## Литературное творчество
Впервые записывать свои рассказы Писахов стал ещё до революции по совету Иеронима Ясинского. Тогда эта попытка закончилась неудачей. Затем Писахов решил попробовать свои силы в жанре очерков («Самоедская сказка» и «Сон в Новгороде»), где воссоздаёт портреты современников.
```
Один заезжий спросил, с какого года я живу
в Архангельске. Секрет не велик. Я сказал:
– С 1879 года.
– Скажите, сколько домов было раньше в
Архангельске?
Что-то небрежно-снисходительное было в
тоне, в вопросе. Я в тон заезжему дал
ответ:
– Раньше стоял один столб, на столбе доска
с надписью: «Архангельск». Народ ютился
кругом столба. Домов не было, о них и не
знали. Одни хвойными ветками прикрывались,
другие в снег зарывались, зимой в звериные
шкуры завёртывались. У меня был медведь.
Утром я вытряхивал медведя из шкуры, сам
залезал в шкуру. Тепло ходить в медвежьей
шкуре, и мороз – дело постороннее. На ночь
шкуру медведю отдавал…
Можно было сказку сплести. А заезжий готов
верить. Он попал в "дикий север". Ему
хотелось полярных впечатлений. Оставил я
заезжего додумывать: каким был город без
домов.
```

Известность Степан Писахов снискал как автор оригинальных сказок. «Рассказывать свои сказки я начал давно. Часто импровизировал и очень редко записывал. Первая сказка „Ночь в библиотеке“ мной была написана, когда мне было 14 лет». Первая его опубликованная сказка «Не любо — не слушай…» появилась в 1924 году в сборнике «На Северной Двине», издаваемом архангельским обществом краеведения. По своему характеру она так отличалась от традиционного фольклора, что составители сборника пустили её в печать без подзаголовка. Писахов решился дать сказку в сборник по совету Бориса Шергина и Анны Покровской, сотрудников московского Института детского чтения. Их поддержка помогла Писахову найти свой путь в литературе.
Писахов нашёл удачный образ рассказчика — Сеня Малина из деревни Уйма, — от лица которого и повёл повествование в своих сказках. По словам Писахова: «С Сеней Малиной я познакомился в 1928 году. Жил Малина в деревне Уйме, в 18 километрах от города. Это была единственная встреча. Старик рассказывал о своем тяжёлом детстве. На прощанье рассказал, как он с дедом „на корабле через Карпаты ездил“ и „как собака Розка волков ловила“. Умер Малина, кажется, в том же 1928 году. Чтя память безвестных северных сказителей — моих сородичей и земляков, — я свои сказки веду от имени Сени Малины».
Точное жанровое определение произведений Писахова — сказка-бухтина — жанр в северной устной поэзии, восходящий к различным традициям. Как отмечал В. Белов, «фантазия заливальщика бухтин полностью раскрепощена. Она напоминает и паясничанье скомороха, свободного от всех условностей, и видимую бессмыслицу юродивого». Она имеет общие черты и со сказкой, и с бывальщиной, и с анекдотом. Бухтина — «это народный анекдот, сюжетная шутка, в которой здравый смысл вывернут наизнанку».
Сказки Писахова — это продукт индивидуального писательского творчества. Народные по духу, насыщенные фольклорными образами и мотивами, рассказанные выразительной северной «гово́рей», близкие народной социально-бытовой, сатирической сказке, они в то же время являются авторскими, литературными произведениями. Вымысел переплетается в них с выразительными реалиями жизни пригородной деревни Уймы и дореволюционного Архангельска, с узнаваемыми, несмотря на безудержную гиперболизацию, природными особенностями и хозяйственными, культурными традициями Русского Севера. У чудес в сказках Писахова совершенно иная природа, чем у чудес народных сказок. Они порождены писательской фантазией и вполне мотивированы, хотя мотивировка эта не реалистична, а фантастична. Характер сказочного вымысла целиком обусловлен авторской фантазией.
Писахов-сказочник не похож на Писахова-художника. Если как живописец он стремится как можно точнее запечатлеть открывшуюся ему красоту мира и строго следует собственному требованию: «Только правда. Ничего добавлять не надо», то, создавая сказки, даёт волю своему богатейшему воображению, реализует с детства жившую в нём потребность в сочинительстве: «Фантастика — мир другой. Всё крутится узором», «В сказках не надо сдерживать себя — врать надо вовсю», — утверждал писатель, понимая, что никаких строгих канонов у литературной сказки нет и быть не может.
Один из излюбленных приёмов Писахова — материализация природных явлений (слова застывают льдинками на морозе, северное сияние дергают с неба и сушат т. д.). Это во многом определяет тот особый юмор, который так характерен для сказок Писахова: все, о чём говорится в них, вполне может быть, если в самом начале допустить существование таких овеществленных явлений. У Писахова в сказках есть и вполне современные ему реалии: женщина требует от мужа, чтобы тот отправил её в город «на короткой волне», а муж склонен отправить её на «волне длинной», как более ему подходящей; в другой сказке медведь говорит по телефону.
Писахов также является автором путевых очерков, рассказывающих об освоении Арктики, об экспедициях в Заполярье, заметки, дневники, опубликованных в большинстве своём после смерти писателя.

## Внешний облик и характер Писахова

Писахов был чрезвычайно интересной личностью. Знаменитые литераторы, приезжая в этот город, непременно заходили в деревянный двухэтажный дом на улице Поморской, в котором жил писатель. Сам Писахов говорил, что для приезжих он стал обязательным «объектом» посещения при знакомстве с Архангельском: «Сначала осматривают Архангельск, потом меня». Дети воспринимали Степана Григорьевича как живого персонажа из сказки. Литературовед Александр Михайлов так описывал впечатление, которое производил Писахов в последние годы жизни: «Вспоминается огромная комната Писахова в старом двухэтажном доме по улице Поморской, всегда открытая для гостей. Она как выставочный зал: стены сплошь увешаны картинами. Хозяин радушно приветствует вас, усаживает в старинное резное кресло. Он не покажет вам ни своих картин, ни книг, ни журналов, где печатались его сказки, если вы не попросите, не напомните ему об этом. Зато рассказывать Степан Григорьевич любил, и рассказать ему было о чём. Немало за свою жизнь поездил по Северу Степан Григорьевич. Бывал на Печоре, на Мезени, на Пинеге, на Онеге. Бывал в разных концах России. Будучи молодым художником, путешествовал по Греции, Египту, Палестине, Италии, Франции. Но больше всего Писахов любил рассказывать о своих поездках по Северу. Его рассказы, полные живости, юмора, представляли собой маленькие новеллы, переданные образным, колоритным, необычайно выразительным языком».
При всей своей известности и общительности он был человеком закрытым. Интересующимся его жизнью Степан Григорьевич, как правило, рассказывал о себе одно и то же, но зато давал факты эффектные, поражающие необычностью. Перекочёвывая из одного очерка в другой, они придавали образу сказочника особую колоритность. Большинство ранних работ о Писахове написано его собратьями по перу — писателями и журналистами. Писатель Илья Бражнин, который уехал из Архангельска в 1922 году, пишет, что Писахов уже тогда «был живой исторической достопримечательностью Архангельска». Борис Пономарёв, журналист, историк северной литературы, который был знаком с Писаховым более четверти века, признавался, что помнит его только таким. Степан Писахов сам вполне сознательно и целенаправленно способствовал мифологизации своей личности, сообщая собеседникам только то и так, что и как хотел подчеркнуть сам, прибегая к розыгрышам и мистификациям, старательно подчеркивая в своей внешности черты едва ли не столетнего старца.
Биограф Степана Писахова Ирина Пономарёва, которая общалась со многими людьми, хорошо помнящими Писахова, отмечала: «Каждому казалось, что он может рассказать о нём много. Все начинали рассказывать с большой охотой и даже с энтузиазмом. К удивлению рассказчиков, их повествование оказывалось хоть и живописным, но кратким. А к моему удивлению воспоминания очень разных людей были странным образом похожи: рассказывать, по существу, было нечего». В воспоминаниях архангелогородцев «шли все больше какие-нибудь байки», а в очерках писателей и журналистов создавался образ «„косматого, как леший, мудрого“ старика-сказочника, за плечами которого яркая, но бесконечно далёкая (такая далёкая, что и упомнить нельзя), странная, абсолютно непонятная тогдашнему советскому человеку, особенно провинциалу, жизнь. Какая-то легенда, или фантазия, или сказка?».
При этом никто из друзей Писахова не описал его молодым. А ведь до революции Писахов выглядел иначе: невысокого роста крепкий и здоровый мужчина, выглядевший моложе своего возраста, всегда чисто выбритый и опрятно одетый. Учёба в Петербурге, знакомство с художественными коллекциями России, Франции, Италии, богатейшие впечатления от путешествий по Средней Азии и арабскому Востоку — всё это вылепило фигуру яркого, образованного, умного и наблюдательного интеллигента.
К 1922 году Писахов резко меняет свой облик, манеру поведения, стиль общения с окружающими. Он надевает карнавальную маску бахаря-сказочника: отращивает бороду, появляется на людях в поношенной одежде и старомодной шляпе, осваивает лексику простонародья. Кроме того, за стариковской внешностью легче было спрятать бедность, скрыть стеснительность, неровности характера, иногда чересчур вспыльчивого. Он выбрал образ старика, чудака, человека со странностями и тем самым сохранил за собой право на озорство, непосредственность в словах и делах.

## Память о Писахове

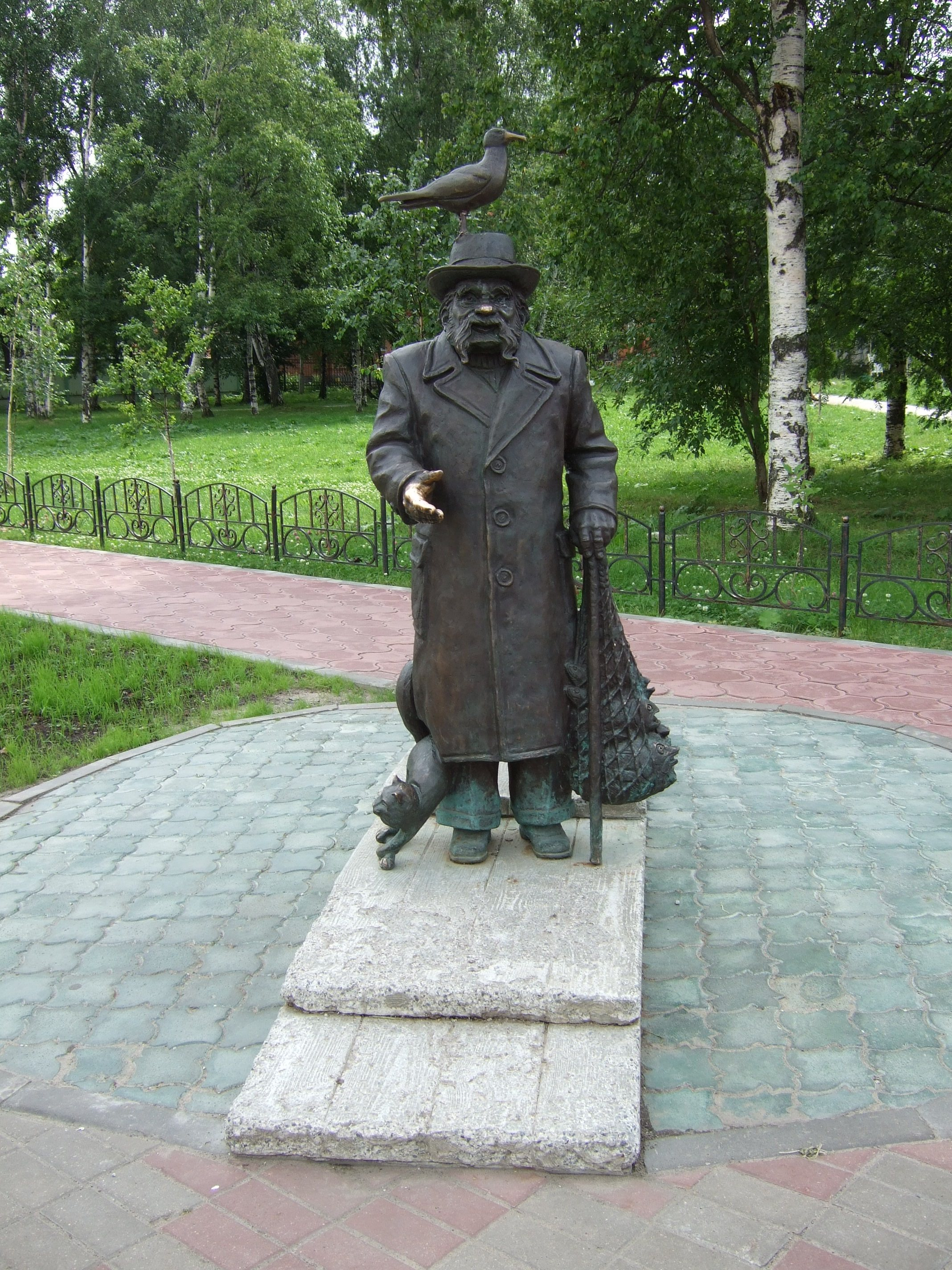
Памятник Степану Писахову в Архангельске

Накануне 2000 года архангельский краеведческий музей отметил 120-летие художника выставкой «Каким быть музею Писахова?». В конце 2007 года в Архангельске открыт музей Степана Писахова. Он расположен в бывшем доме-магазине купца Буторова, поскольку дом № 27 на ул. Поморской, в котором жил Писахов, был снесён в 1984 году. Несомненно, Степан Писахов бывал в лавке Буторова. В музее восемь залов, в которых представлено более 150 картин, документы и личные вещи художника, а также музейные объекты, воссоздающие атмосферу того времени. Главная идея музея — показать жизнь и творчество Степана Писахова на фоне времени, в котором он жил. С 2011 года музей был закрыт на неопределённый срок из-за проседания фундамента, вызванного строительством рядом торгового центра. Картины Степана Писахова были выставлены в Музее русской классической живописи (Поморская, 1). Обновлённый музей открылся в марте 2021 года после 10-летней реконструкции.
22 сентября 2008 года в Архангельске, на пересечении улицы Поморской и проспекта Чумбарова-Лучинского, состоялось торжественное открытие памятника Степану Писахову (автор Сергей Сюхин). Бронзовая скульптура Писахова как бы протягивает руку прохожим, в авоське у Писахова — рыба, к ноге прислонился пьяный кот (ведь не только рыбу котам дворовым приносил Писахов, но и имел в кармане пузырёк с валерьянкой для усатых и хвостатых друзей), а на шляпе сказочника чайка, прилетевшая на запах рыбы. Чайка трижды подвергалась актам вандализма, её отламывали со шляпы Писахова. 26 июля 2019 года, ко дню рождения Архангельска, памятник был отреставрирован автором монумента, установлен на бронзовый постамент и на шляпе северного сказочника примостилась «антивандальная» чайка, опирающаяся на три точки.
Также было экранизировано много его сказок. Например, в "Горе Самоцветов" одна история про собаку Розку. Старые мультики — "Поморские сказки". В них входят: "Про медведя", "Поморская быль", "Морожены песни", "Перепилиха", "Апельсин" и др. Озвучивает рассказчика Евгений Леонов.

## Публикации
- Сказки Писахова. [В 2 кн. Кн. 1] / [худож. Н. И. Фурсей]. — Архангельск: ОГИЗ, Архоблгиз, 1938. — 62 с.
- Сказки Писахова. [В 2 кн.]. Кн. 2 / рис. С. Расторгуева. — Архангельск: ОГИЗ, 1940. — 145 с.
- Сказки Ст. Писахова / [обложка и рис. худож. Ю. Данилова]. — Архангельск: ОГИЗ, Архангельское издательство, 1949. — 35 с.
- Сказки / [худож. И. А. Кузнецов]. — М. : Совет. писатель, 1957. — 170 с.
- Сказки / [худож. Ю. Данилов]. — Архангельск : Арханг. кн. изд-во, 1959. — 163 с.
- Сказки / [ред.-сост., авт. вступ. ст. Ш. 3. Галимов; худож. B. С. Вежливцев]. — [Архангельск] : Сев.-Зап. кн. изд-во, 1969. — 190 с.
- Сказки / [худож. В. С. Вежливцев]. — Вологда : Сев.-Зап. кн. изд-во, 1975. — 15 с.
- Сказки / [авт. предисл. Ш. Галимов]. — Архангельск: Сев.-Зап. кн. изд-во, 1977. — 140 с.
- Сказки / [вступ. ст. И. Пономарёвой; худож. Е. А. Шукаев]. — Архангельск: Сев.-Зап. кн. изд-во, 1978. — 123 с.
- Сказки / [сост., авт. вступ. ст. и примеч. А. А. Горелов; рис. Г. Бурмагиной]. — М.: Совет. Россия, 1978. — 206 с.
- Сказки / [рис. Г. Н. Бурмагиной]. — Ижевск : Удмуртия, 1982. — 250 с.
- Сказки / [сост. и авт. предисл. В. П. Аникин; рис. М. Фёдоров]. — М. : Дет. лит., 1984. — 62 с.
- Сказки. Очерки. Письма / [сост., авт. вступ. ст. и коммент. И. Б. Пономарёва; худож. Р. С. Климов]. — Архангельск : Сев.-Зап. кн. изд-во, 1985. — 366 с. — (Русский Север : РС).
- Месяц с небесного чердака : сказки / [авт. вступ. ст. Ал. Горелов]; рис. А. Флоренского.- Л. : Дет. лит., Ленингр. отд-ние, 1990. — 190 с.
- Сказки / худож. С. Сюхин.- Архангельск : Сев.-Зап. кн. изд-во, 1990. — 26 с.
- Ледяна колокольня : сказки и очерки / [сост. Л. Ю. Шульман; худож. И. Бурмагина]. — М. : Совет. Россия, 1992. — 318 с. — (Живое русское слово).
- «Морожены песни» : 125-летию Степана Писахова посвящается: [календарь на 2004 г.] / фот. Н. Чеснокова [и др.]. — Архангельск: Арханг. печ. двор, (2003?).- [25] с. — (в альб.).
- Морожены волки : сказки / [худож. Е. Базанова]. — Калининград: Янтарный сказ, 2004. — 125 с.
- Морожены песни : сказки / [ил. В. Меджибовский ; Федер. программа книгоизд. России]. — М. : О.Г.И., 2004. — 140 с. — (Дети О.Г.И.) (Книжки на вырост).
- Не любо — не слушай : сказки / [худож. Е. Базанова]. Калининград: Янтарный сказ, 2004. — 222 с.
- Морожены песни : сказки : [для сред. шк. возраста] / [худож. В. Меджибовский]. — М. : [Фонд поддержки эконом. развития стран СНГ], 2008. — 206 с. — (Ломоносовская библиотека)
- Сказки Сени Малины / Степан Писахов; сост., авт. послесл. и словаря Борис Егоров; рис. Дмитрия Трубина.- Архангельск : [Правда Севера], 2009. — 272, [1] с. : ил.
- Морожены волки : сказки / рис. Елена Базанова. — Санкт-Петербург : Речь, 2014. — 142 с. — ISBN 978-5-9268-1573-0
  - Морожены волки : сказки / рисовала Елена Базанова. — Санкт-Петербург : Речь, 2021. — 142 с. — ISBN 978-5-9268-3552-3. — 2000 экз.
  - Морожены волки : сказки / рисовала Елена Базанова. — Санкт-Петербург : Речь ; Москва : Речь, 2023. — 142 с. — ISBN 978-5-9268-4081-7. — 2000 экз.
- Волшебные поморские сказки / С. Писахов, Б. Шергин; [худ. Д. Трубин]. — М. : РИПОЛ классик, 2016. — 192 с.: ил. — (Волшебные сказки со всего света).
- Сказки Степана Писахова : [для детей младшего и среднего школьного возраста] / художник Алексей Григорьев. — Архангельск : Город Архангельск, 2019. — 133 с. — ISBN 978-5-91378-186-4. — 1000 экз.
- Сказки Сени Малины : [для детей младшего и среднего школьного возраста] / рисовал Дмитрий Трубин. — Архангельск : Нибурт, 2022. — 61 с. — ISBN 978-5-6045921-9-9. — 1000 экз.